# Heart Shaker
„Heart Shaker” – koreański singel południowokoreańskiej grupy Twice, wydany cyfrowo 30 października 2017 roku w Korei Południowej.
Singel promował płytę Merry & Happy. Singel sprzedał się w Korei Południowej w nakładzie 376 885 egzemplarzy (stan na grudzień 2017). Utwór wygrał trzy razy z rzędu w programie muzycznym Inkigayo zdobywając „Triple Crown”.
Japońska wersja tego utworu pojawiła się na japońskiej kompilacji #TWICE2.

## Lista utworów
| Utwór | Utwór          | Utwór     | Utwór                       | Utwór                  | Utwór   |
| Nr    | Tytuł utworu   | Tekst     | Kompozycja                  | Aranżacja              | Długość |
| ----- | -------------- | --------- | --------------------------- | ---------------------- | ------- |
| 1.    | „Heart Shaker” | Galactika | David Amber, Sean Alexander | David Amber, Avenue 52 | 3:08    |

## Notowania
| Lista                              | Najwyższa pozycja |
| ---------------------------------- | ----------------- |
| Gaon Weekly Digital Chart          | 1                 |
| Gaon Weekly Download Chart         | 1                 |
| Gaon Weekly Streaming Chart        | 1                 |
| Japan Hot 100                      | 4                 |
| BillboardPH Hot 100                | 10                |
| Kpop Hot 100                       | 1                 |
| Billboard World Digital Song Sales | 2                 |

## Nagrody w programach muzycznych
| Program                | Data             | Źródło |
| ---------------------- | ---------------- | ------ |
| M Countdown (Mnet)     | 21 grudnia 2017  | [ 12 ] |
| M Countdown (Mnet)     | 28 grudnia 2017  | [ 13 ] |
| Music Bank (KBS2)      | 22 grudnia 2017  | [ 14 ] |
| Music Bank (KBS2)      | 29 grudnia 2017  | [ 15 ] |
| Show! Music Core (MBC) | 23 grudnia 2017  | [ 16 ] |
| Show! Music Core (MBC) | 13 stycznia 2018 | [ 17 ] |
| Inkigayo (SBS)         | 24 grudnia 2017  | [ 18 ] |
| Inkigayo (SBS)         | 31 grudnia 2017  | [ 19 ] |
| Inkigayo (SBS)         | 7 stycznia 2018  | [ 20 ] |